# 吉拉育·拉翁玛尼
吉拉育·拉翁玛尼（1995年10月29日—），昵称Kao，为童星出身的泰国男演员、歌手兼模特。女友为泰比混血的艺人瓦尔蕾特·瓦帖儿。代表作有《音为爱》、《纳瑞宣国王传奇》、《暹罗之恋》、《爱无7限》、《O型血》。目前为SLEEPRUNWAY BAND的主唱兼吉他手。